# Poneativka, Rozdilna
Poneativka (în ucraineană Понятівка) este un sat în comuna Rozdilna din raionul Rozdilna, regiunea Odesa, Ucraina.

## Demografie
Componența lingvistică a localității Poneativka
     Ucraineană (93,4%)
     Rusă (3,7%)
     Română (2,08%)
     Alte limbi (0,81%)
Conform recensământului din 2001, majoritatea populației localității Poneativka era vorbitoare de ucraineană (93,4%), existând în minoritate și vorbitori de rusă (3,7%) și română (2,08%).